# Autoridade de registro
Uma autoridade de registro — também chamada agência de manutenção — é um órgão ao qual é dado a responsabilidade de manter listas de códigos baseados em padrões internacionais e de prover novos códigos àqueles que desejem obter um registro.